# Bruno Walrave
Bruno Nils Olaf Walrave, né le 22 février 1939 à Amsterdam et mort le 18 août 2022 à Loenen aan de Vecht est un entraineur de coureurs cyclistes de demi-fond  néerlandais.

## Biographie

### Carrière sportive
Très jeune, Bruno Walrave devient membre de l'ASC Olympia d'Amsterdam, mais ne participe pas aux compétitions cyclistes. En 1956, à l'âge de 17 ans, il obtient sa première licence d'entraineur de demi-fond. Il est actif en tant qu'entraineur dans les courses de demi-fond et les courses derrière derny pendant 53 ans au total . Avec 15 titres de champion du monde de demi-fond, il est l'entraineur le plus titré au monde à ce jour. Il a mené Gaby Minneboo, Bert Boom (en), Jan de Nijs (en), Cees Stam et René Kos (en) aux titres de champion du monde. 
Après la saison d'hiver 2008/2009, Walrave se retire du sport. Le 70e anniversaire de Bruno Walrave, le 22 février 2009, coïncide avec le dernier jour de la course de six jours de Hasselt . Walrave profite de cette occasion pour mettre fin à sa carrière.

### Autres
Walrave a représenté les droits des athlètes professionnels après la fin de sa carrière sportive, et a occupé des postes dans diverses associations sportives nationales et internationales, par exemple dans l'Union royale néerlandaise de cyclisme (Koninklijke Nederlandsche Wielren Unie ((KNWU)) et l'Union cycliste internationale (UCI). Il s'est distingué par de vastes connaissances juridiques dans le domaine du sport professionnel. 
En 1973, lors des 11e championnats du monde de cyclisme sur piste à San Sebastien, une modification de la réglementation internationale est décidée, selon laquelle l'entraineur dans les courses de demi-fond doit avoir la même nationalité que son stayer. Entre autres choses, ce règlement lui interdit, ainsi qu'a l'entraineur néerlandais Norbert Koch, de conduire des stayers allemands. Walrave et Koch y voit une entrave à leur droit d'exercer librement leurs activités au sein de la CEE et intentent une action contre cette disposition de l'UCI. 
L'arrêt de la Cour européenne de justice (CJCE) du 12 décembre 1974 dans l'affaire 36-74 au détriment de Walrave et Koch, qui est aussi à la base de l'arrêt Bosman de 1995, rend impossible pour Walrave de défendre le titre de champion du monde qu'il avait remporté avec le stayer amateur allemand Horst Gnas (en) en 1971 et 1972.
En 1974, il intente une action en justice à Utrecht, aux Pays-Bas, pour la libre circulation des travailleurs, attaquant l'UCI, le KNWU et la Fédération royale espagnole de cyclisme.
Walrave a travaillé pour la société néerlandaise « Six Day Management » dans la mise en œuvre des courses de six jours à Amsterdam, Rotterdam et Tilburg. 
Il est décédé le 18 août 2022 à l'âge de 83 ans à Loenen aan de Vecht, où il résidait,.

## Palmarès comme entraineur

### Championnat du monde de demi-fond amateurs
- Brno 1969  – Championnat du monde de demi-fond amateurs avec Bert Boom (en)  Pays- Bas
- Varèse 1971 – Championnat du monde de demi-fond amateurs avec Horst Gnas (en)  Allemagne de l'Ouest
- Marseille 1972 – Championnat du monde de demi-fond amateurs avec Horst Gnas (en)  Allemagne de l'Ouest
- Rcourt 1975 – Championnat du monde de demi-fond amateurs avec Gaby Minneboo  Pays- Bas
- Monteroni di Lecce 1976 – Championnat du monde de demi-fond amateurs avec Gaby Minneboo  Pays- Bas
- San Cristóbal 1977 – Championnat du monde de demi-fond amateurs avec Gaby Minneboo  Pays- Bas
- Besançon 1980 – Championnat du monde de demi-fond amateurs avec Gaby Minneboo  Pays- Bas
- Leicester 1982 – Championnat du monde de demi-fond amateurs avec Gaby Minneboo /  Pays- Bas
- 1984 – Championnat du monde de demi-fond amateurs avec Jan de Nijs (en)  Pays- Bas

### Championnat du monde de demi-fond professionnels
- Leicester 1970– Championnat du monde de demi-fond  professionnels avec Ehrenfried Rudolph  Allemagne
- San Cristóbal 1977 – Championnat du monde de demi-fond  professionnels avec Cees Stam  Pays- Bas
- Brno 1981 – Championnat du monde de demi-fond  professionnels avec René Kos (en)  Pays- Bas
- Gand 1988 – Championnat du monde de demi-fond  professionnels avec Danny Clark  Australie
- Stuttgart 1991 – Championnat du monde de demi-fond  professionnels avec Danny Clark  Australie

### Championnat du monde de demi-fond open
- Hamar 1993 – Championnat du monde de demi-fond avec Jens Veggerby  Danemark

### Championnat d'Europe de demi-fond
- 1976 – Championnat d'Europe de demi-fond avec  Cees Stam /  Pays- Bas à Dortmund
- 1988 – Championnat d'Europe de demi-fond avec  Danny Clark /   Australie à Copenhague
- 1989 – Championnat d'Europe de demi-fond avec Torsten Rellensmann /  Allemagne à Dortmund

- 2001 – Championnat d'Europe de demi-fond avec Carsten Podlesch /  Allemagne à Leipzig

### Championnat de France de demi-fond
- Bressuire - 1982 -  Champion de France de demi-fond amateur avec Jean-Claude Lecourieux
- Besançon - 1983 - Champion de France de demi-fond amateur avec Jean-Claude Lecourieux